# طلعة عارة

شعار مجلس طلعة عارة المحلي

طلعة عارة (بالعبرية: מַעֲלֶה עִירוֹן "معاليه عيرون") هو مجلس محلي يقع في منطقة حيفا في إسرائيل. ويضم خمسة قرى عربية في منطقة وادي عارة في المثلث الشمالي، وهي: (سالم، وزلفة، والبياضة، ومشيرفة، ومصمص). تأسس المجلس المحلي في عام 1996 من قبل وزارة الداخلية في إسرائيل لإدارة هذه القرى الخمسة. في عام 2024 بلغ عدد سكان طلعة عارة نحو  16.475 نسمة، ومعظمهم من المسلمين. تبلغ مساحة نفوذ المجلس نحو 6.3كم². 

## المجلس المحلي
منذ عام 2010 يزاول المجلس المحلي مهامه في مبنى تابع له يتواجد في قرية سالم، وذلك عقب سنوات من الإقامة في مبان مستأجرة أولها في مدينة العفولة (2003) ثم بلدة زلفة (2004).
بقي مجلس طلعة عارة مجلساً معيناً من قبل وزارة الداخلية حتى العام 2001، حيث جرت آنذاك أول انتخابات محلية بمشاركة سكان القرى الخمس . 
رؤساء المجالس السابقين:
من العام 1992- 1996 اشغل دافيد ساسون ودافيد ازولاي رئاسة المجلس الاقليمي وادي عارة (مدة عامين لكل منهما).
ومن ثم توالى على رئاسة المجلس المحلي طلعة عارة كلاّ من:
ميخائيل كوهين 1996 -2001 (مجلس معين).
محمد فوزي جبارين 2001 - 2006 (مجلس منتخب).
فرانكو غونين 2007- 2009  (لجنة معينة تم تعيينها حتى 2013)
وميخائيل آلوز 2009 – 2013 (لجنة معينة تم تعيينها حتى 2013).
مصطفى احمد اغبارية 2013 - 2018 (مجلس منتخب).
محمود مصطفى جبارين 2018-2024 (مجلس منتخب).
يتولى رئاسة المجلس الحالي محمد جلال اغبارية، عقب انتخابه لهذا المنصب في انتخابات السلطات المحلية التي جرت بتاريخ 27.2.2024.
وفي طلعة عارة مجلس محلي يضم 11 عضو

## التاريخ
في عام 1992 تأسس المجلس الإقليمي ناحال عيرون وشمل القرى (سالم، زلفة، البياضة، مشيرفة، مصمص، برطعة، عين السهلة، معاوية). وفي عام 1996 انقسم المجلس الإقليمي إلى قسمين هما المجلس المحلي طلعة عارة (ضم خمسة قرى) والمجلس المحلي بسمة (ضم 3 قرى).

## السكان
حسب إحصائيات دائرة الإحصاء المركزية بلغ عدد سكان القرى الخمس التابعة لمجلس طلعة عارة - حتى مطلع تشرين الأول / أكتوبر من العام 2024 - نحو 16475 نسمة . يصنف المجلس المحلي 2 من أصل 10 بالنسبة للوضع الاجتماعي والاقتصادي. بلغت نسبة حملة شهادة الثانوية العامة (بچروت) لطلاب الصف الثاني عشر في العامي 2013 و2014 نحو 48.3%. وبلغ متوسط الراتب الشهري للعامل في عام 2013 نحو 5,325 شيكل جديد (المعدل الوطني: 8,247 شيكل جديد).
ووفقا لدائرة الاحصاء المركزية في عام 2024، بلغ التعداد السكاني لطلعة عارة 16475نسمة، منهم 8094 من الذكور 8381 من الإناث، وكلهم يبتعون للديانة الإسلامية. كما يوجد في البلدة 9 مدارس، 4 منها مدارس ابتدائية، 3 منها مدارس اعدادية ومدرستان ثانويتان، تضم المدارس مجتمعة 4061 طالب، وتبلغ نسبة الحصول على شهادة البجروت فيها 72 بالمائة.

## الرياضة
لدى قرى طلعة عارة ثلاثة أندية لكرة قدم وهي: هبوعيل أبناء زلفة، الذي يلعب في الدرجة الاولى في الدوري ويستضيف مبارياته في بيسان . وهبوعيل أبناء مشيرفة البياضة الذي كان يلعب في الدرجة الثالثة وتم حل الفريق لاحقا ويستضيف مبارياته في ملعب بركائي. وهبوعيل أبناء مصمص، الذي يلعب في الدرجة الاولى في الدوري ويستضيف مبارياته في ملعب السلام في أم الفحم.

## شخصيات بارزة من البلدة
راشد حسين (1936 - 1977) شاعر وخطيب وصحفي فلسطيني ومترجم من العبرية إلى العربية. ولد في قرية مصمص شمال فلسطين، وتوفي إثر حريق في شقته في مدينة نيويورك. 
أحمد حسين إغبارية (1939- 23 أغسطس 2017) شاعر ومفكر روائي فلسطيني
نبيهة راشد جبارين مواليد قرية زلفة في فلسطين (1950)- حاصلة على  بكالوريوس في لتربية وهي  شاعرة واديبة اطفال.
فؤاد إغبارية (1981-) هو فنان تشكيلي فلسطيني ولد في قرية مصمص.
البروفيسور محمّد أمارة من قرية زلفة ويشغل منصب رئيس اكادمية القاسمي في باقة الغربية.
طلعت صالح شرقاوي (1933-2021) ولد في قرية مصمص  كاتب وشاعر و من أقدم وأعرق المدرسين في القرية.
خالد أحمد إغبارية   (1959)  من قرية مشيرفة كاتب وشاعر فلسطيني 